# Ивелина Балчева
Ивелина Балчева е българска певица и актриса. Тя е многожанрова певица, музикотерапевт, музикален консултант и педагог.

## Биография
Ивелина Балчева е родена на 1 октомври 1964 година в Провадия. Включва се в оркестъра на младежкия дом в родния си град, с който печели няколко награди на прегледите на художествената самодейност. Участва в „Диксиленда“ от Велико Търново, вкл. на „Диксиленд парада“ в Габрово. През 1980 г. се представя на „Младежкия конкурс“ в София, на който печели ІІІ награда. Композиторката Зорница Попова ѝ помага (на нея е посветен албумът „Зорница“) и скоро за Ивелина започва да се говори като за една от новите звезди в поп музиката.
Участва и печели награди от различни международни конкурси: ІІ награда на конкурса „Гласът на Казахстан“ (1993), ІІІ награда на конкурса „Стъпало към Парнас“ в Москва (1994), най-добра певица на конкурса в Памуккале, Турция, най-добре представила се българска певица на фестивалите, членуващи във FIDOF (1996). Песента „По никое време“ (м. Александър Бръзицов) печели Голямата награда на фестивала „Златният Орфей+“ (1995).
В чужбина Балчева постига успехи основно с изпълнения на преработен български фолклор (етно-джаз).
Сътрудничи си с китариста Огнян Видев и трио „Родопея“ (албум „Трио „Родопея“ и Ивелина Балчева“). През 1997 г. френският певец Денис Брежан включва в свой албум дует с Ивелина – Ecologique, в който са съчетани български и келтски фолклорни мотиви. Ивелина продуцира албумите си сама и ги издава чрез собствената си фирма „Мусифен“. Последният ѝ албум White Magic се разпространява единствено в Испания и Франция.
През годините работи с други популярни български музиканти и творци, като Теодосий Спасов, Стоян Янкулов – Стунджи, Александър Райчев, Иво Папазов – Ибряма, Вили Казасян и др. В чужбина работи с турския композитор Селми Андак и турска певица Сезен Аксу; с казахстанския композитор Толеген Мукхамеджанов, Роза Римбаева и най-голяма узбекска звезда Юлдуз Османова. В Русия работи с Филип Киркоров, група НАНА и други известни руски изпълнители, както и с Фьодор Бундарчук и Степан Михалков. Част е от творчески екипи с Алан Рийч, Алан Рой Скот, и много други.
Балчева е член на Международната фестивална организация FIDOF, Лос Анджелис, САЩ (1993 – 2002) и на синдиката на българските учители на КНСБ.
Сътрудничи на сдружение „Идея БГ“ при реализацията на проекти, съхраняващи и популяризиращи българската музикална култура.
Балчева участва и в два музикални филма. Първият е „Стъпки по жаравата“ на Българската национална телевизия, който е отличен на фестивала „Златна роза“ в Монтрьо. Вторият филм е „Куфар, пълен с музика“, също на БНТ.
Музикалните събития, в които участва Ивелина Балчева, са: романсов концерт „Откровение“ по авторска музика на маестро Найден Андреев през 2010 г., мюзикъла „Зоро“ в ролята на Ширан, с фламенко пеене през сезон 2010/2011, Държавен музикален театър – София, театралния спектакъл „Буря“ на Гриша Островски, в ролята на Съдбата, като спектакълът има три представления в Руския културен център през 2013 г.

## Дискография

### Студийни албуми
- 1991 – „Манекенът“
(LP, Балкантон – BTTtL 1002)
- 1994 – „Стъпки по жаравата“
(MC, Мега музика – 100 029 – 1)
- 1995 – „Трио „Родопеа“ и Ивелина Балчева“
(MC и СD)
- 1995 – „Зорница“
(MC, Рива саунд – RS 2016
- 1996 – „Жар птица“
(MC, Мусифен)
- 1996 – „Атланта“, албум за Олимпиадата в Атланта, САЩ, с уч. на М. Хранова, Д. Неделчев и О. Горанов
(MC, Балкантон)
- 2012 – „Метаморфози“, поп, етно, фолклор, джаз
(3 CD, издаден с подкрепата на Лукойл България)

## Сборни албуми в чужбина
- „Нова генерация“, (1996), (Chuk Sirf Music) – Швейцария
- „Екология“, Дениз Брежан, (1998), (Полиграм) – Белгия
- „Гласът на Азия“, (1994), (1997), (2006) – Казахстан
- „Бяла магия“ по авторска музика на композиторката Людмила Димова, – Гърция
- песни на турския композитор Селми Андак, (2002) – Турция

## Награди
- „ІІІ награда“ на „Младежкия конкурс за забавна песен“ в София, 1980
- „III награда“ за песента „Страх от любов“ (муз. Зорница Попова) на фестивала в (Кавън, Ейре, 1992).
- „Голямата награда“ на I частен конкурс за поп изпълнители „Микеле Меркурий“ (България, 1992).
- „ІІ награда“ на Международния фестивал „Гласът на Азия“ в (Алма-Ата, Казахстан, 1992).
- „ІІІ награда“ за песента „Нещо ме чака някъде“ (муз. Борис Вълканов) на Международния фестивал „Златният Орфей“ в (Слънчев бряг, 1992).
- „Награда на журналистите“ за песента „Нещо ме чака някъде“ (муз. Борис Вълканов) на Международния фестивал „Златният Орфей“ в (Слънчев бряг, 1992).
- „ІІІ награда“ за песента „Обич без милост“ (муз. Зорница Попова) на Международния фестивал „Златният Орфей“ (Слънчев бряг, 1984).
- „Певица №1 на България“ за 1994 от 130 журналисти на „Национални музикални награди“ (София, 1994).
- „Голямата награда“ за песента „По никое време“ (муз. Александър Бръзицов) на фестивала „Златният Орфей+“ (София, 1995).
- „І награда“ на Международния фестивал „Бели нощи“ в (Санкт Петербург, Русия, 1995).
- „ІІІ награда“ на Международния фестивал „Стъпало към Парнас“ в (Москва, Русия, 1995).
- Номинация за най-добра българска певица най-добър клип за песента на Зорница Попова „Грешна ли съм, Господи“ и номинация за най-добър албум „Зорница“ (1995).
- „ІІІ награда“ на Международния фестивал „Поколение 95“ (Москва, Русия, 1995).
- Четири продуцентски награди на Международния фестивал „Поколение 95“ (Москва, Русия, 1995).
- „Гран при“ за изпълнител на Международния фестивал в Памуккале, Турция, 1996).
- Наградата на ФИДОФ за „най-успешно представил се български изпълнител на международни фестивални форми“ (Кан, Франция, 1996).
- „Почетен гражданин на град Денизли“ (Денизли, Турция, 1996). Званието е връчено от кмета на града за принос в опазването на Памуккале вечно бяло и чисто.
- „Голямата награда“ конкурс за интерпретация на казахска песен (Казахстан, 2006).
- „Сребърен приз“ на конкурс за авторска песен, посветена на столицата Астана (Астана, Казахстан, 2008).
- „Сребърен Перперикон“ от театралния фестивал (Кърджали, 2009).